# 横浜市電
横浜市電（よこはましでん）、横浜市営電車（よこはましえいでんしゃ）は、かつて横浜市交通局が運行していた路面電車である。

## 概要
横浜電気鉄道を買収し、1921年（大正10年）4月1日に横浜市電気局（現・横浜市交通局）によって運行が開始された。主に横浜市中心部（概ね1927年以前の市域）を運行していた。車両は単車が比較的後年まで多く使用され、塗色も青を基調としたものが採用されていた。上半分クリーム・下半分青、あるいは上下青・窓回りクリーム等で最末期は市営バスと似た肌色に青帯であった。運転系統は循環系統が多く、特徴の一つとされていた。ワンマン運転化が遅れ、全てワンマン運転となったのは全廃一年前であった。
戦後、市街地が急拡大し、また交通量も増加。輸送力や路線網、渋滞の原因となった路線敷等あらゆる意味で市電は中途半端な存在となり、根岸線の開通や交通局の財政悪化も繋がって1972年（昭和47年）に全線が廃止された。

## 現況
市電廃止前後は、37両の市電車両が静態保存されていたが、ほとんどが荒廃などにより撤去された。現存する市電車両は、横浜市電保存館に7両（523・1007・1104・1311・1510・1601・電動貨車10）、久良岐公園に1両（1156）、横浜市立中田小学校に1両（1508）、野毛山動物園に休憩スペースとして1両（1518）の、8形式合計10両。市電保存館には当時の備品も現存している。
京都市電や大阪市電などが全廃時も含めて車両が大量に他都市に譲渡され現在でも現役の車両が存在するのに対し、横浜市電は軌間が1372mmという特殊性や、後述通り同じ軌間の都電に比べて近代化が遅れていたことなどもあり、他の事業者に譲渡された例はない。
市電の線路については廃線後に開発が進んだ地域も多く線路の遺構はほぼなく、当時の風景のおもかげが残る地域も一部であるが、車庫や停留所の一部は市営バスと横浜市電保存館に転用されている。
軌道に敷設されていた御影石は一般に払い下げられ、そのうち3000枚が神奈川大学横浜キャンパスに移され、1号館前の東屋に敷かれている。このほかに関内駅近くの大通り公園の石の広場や、山手地区の山手本通りの歩道、横浜文化体育館の正面広場、久良岐公園の保存車両のそば、横須賀市の観音崎公園の遊歩道の一部などでも使用されているが、ほとんどが改修などで撤去され、現存するのはごく一部である。
長崎源之助と村上勉による絵本『はしれ ぼくらのしでんたち』（偕成社、1974年）では廃止後に車両が魚礁となる描写があるが、2017年の調査では魚礁化の構想はあったものの事実は確認できなかったとされている。また、廃止時には横浜市民という条件をつけて37両が民間供出され、この絵本にもその模様が描かれた。モデルとなった車両について、2023年現在現存するものはないが、供出車両として登場する6両中3両については実際の譲渡内容を踏まえたものであったことが確認されている（車番や用途については脚色あり）。このうち、緑区の後谷公園に設置された1504号はのちに図書館となり、1986年の解体後に後を継いだ自治会館にも「しでん文庫」の名称が残されるとともに、車輪を設置した記念碑が建てられている。

## 歴史

### 横浜電気鉄道から横浜市電に
横浜電気鉄道によって1904年（明治37年）7月15日に開業し、1921年（大正10年）4月1日に横浜市電気局（現・横浜市交通局）によって買収され横浜市による運行が開始された。

### 関東大震災
1923年（大正12年）9月1日正午前に関東大震災が発生し、保有車両143台のうち、半数の72台が高島町車庫の火災・運転中の沿線火災で焼失、13台が滝頭車庫の倒壊・運転中に横浜刑務所の石塀の倒壊で大破した。高島町変電所・常磐町変電所も焼失し、千歳橋変電所は全壊。また道路・橋梁・架線の破損も甚大であった。
復旧にあたっては、3線計画（杉田線・本牧線の延長、久保町線の新設）のために用意されていた資材が流用され、また日本陸軍鉄道第一連隊の工兵約300人が復旧に携わったこともあり、早期に復旧することが出来た。

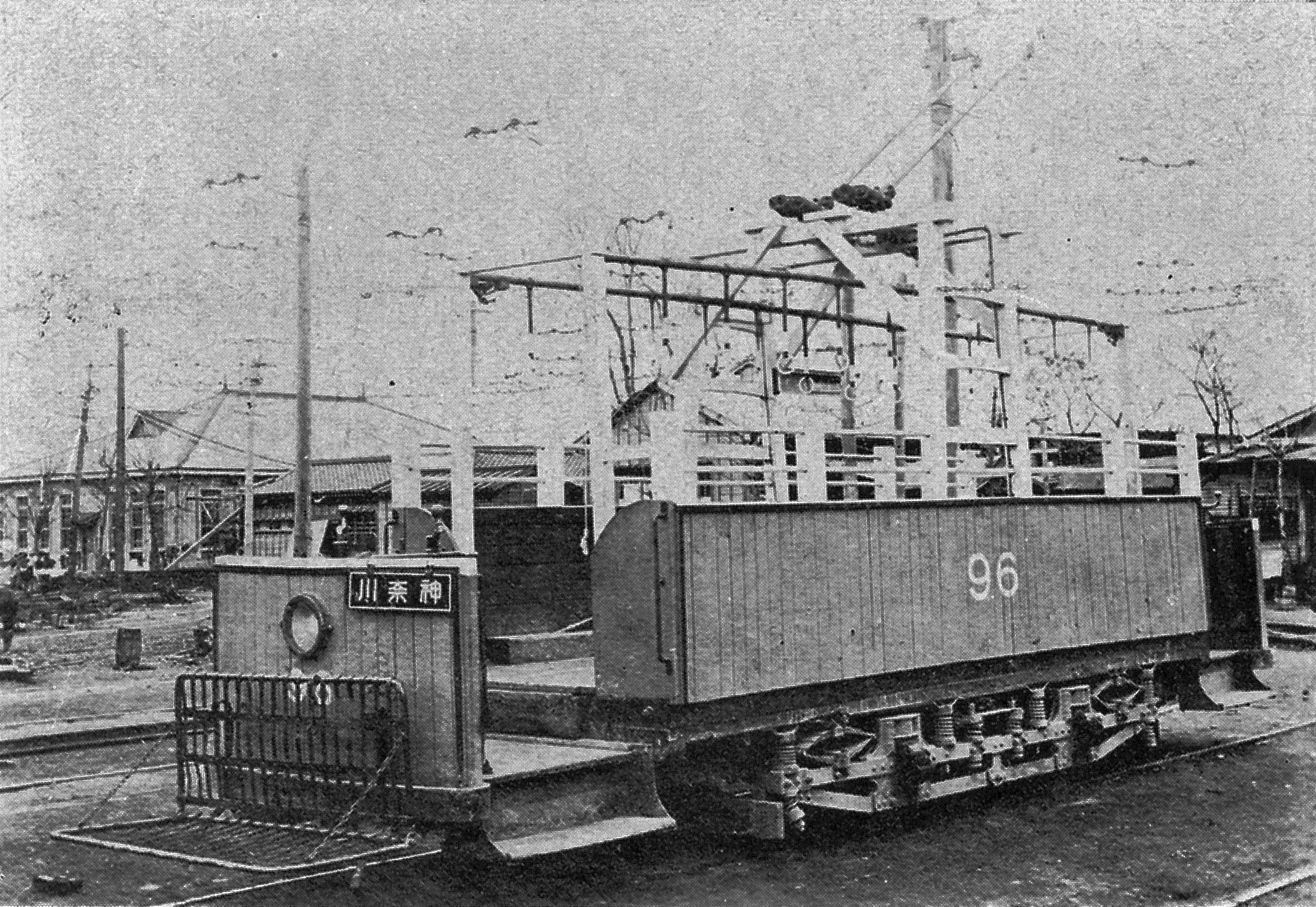
バラック電車として運行された96号車。

焼失した車両の穴埋めに、焼け残った車両18台を改造した屋根無しの「バラック電車」が運行された（1924年1月廃止）。また水道が復旧するまでの間、散水車2台が給水車として運行された。
軌間が同じ京王電気軌道より旧型2軸車（京王電気軌道1形電車）を購入した。なおこの際、新宿から生麦まで、東京市電・京浜電鉄経由で自走回送した。
12月には、5か年計画で12路線22kmを新設、17.8kmを移設・置き換え、1.4kmを撤去、そして設備の増設・車両の新造を行う復興計画が決定した。
横浜電気鉄道の買収時（震災の2年前）に発行した公債、そして震災復興計画で発行したドル建ての公債の償還に加え、世界恐慌による為替相場の下落でドル建ての公債が元金の支払いだけでも2倍以上に膨れ上がり、1941年（昭和15年）には3年間で元金が30万円から150万円に膨れ上がっていた。日中戦争による軍需の高まりで乗客が増えて増収となったものの、相変わらず公債償還のために新たな電車事業整理公債を発行する自転車操業は続いていた。

### 太平洋戦争
逼迫した財政状況の中で太平洋戦争に突入。ドル建て公債の償還は国が肩代わりすることになり、鉄道省の交通事業統制政策により運賃が7銭から10銭に大幅に引き上げられた。このため財務が改善して営業係数が50を下回り、黒字が出るようになった。1944年（昭和19年）には鶴見線の新設に着手する余裕も生まれた。しかし1945年（昭和20年）5月29日、横浜大空襲が発生。保有車両202台のうち45台を焼失し、千歳橋変電所も焼失してしまった。架線・線路の被害も甚大であった。

### 戦後
戦後はインフレによる物価の暴騰で、線路・設備の本格的な復旧や車両の修理・新造などの経費が高騰したにもかかわらず、連合国軍最高司令官総司令部の指導で運賃の値上げ幅が抑えられたため、再び赤字に転落。1947年（昭和22年）には鉄道事業の赤字が、2年間で446万円から6031万円に膨れ上がっていた。

### 廃止へ
1952年（昭和27年）に地方公営企業法が施行され、交通局が地方公営企業として独立。
しかし市電を廃止した1972年（昭和47年）時点で、累積赤字が91億5125万円に達しており、逼迫した財務状況の中で、経費が安くつく横浜市営バスの拡充・横浜市営トロリーバスの新設に転換したもののどうにもならず、1966年（昭和41年）10月には地方公営企業法に基づく財政再建団体に指定されることになった。
1966年（昭和41年）10月、第一次財政再建計画として「再建整備5か年計画」が策定された。運賃の値上げ、市電・市営バスのワンマン化、市営バス・高速鉄道（現・横浜市営地下鉄）への切り替えを前提とした市電の縮小、市営バス・トロリーバスの増車を行うというものだった。ただし高度経済成長による職員給与のベースアップや、政府の公共料金抑制政策による運賃の値上げ抑制、そしてバス路線の展開が旧市域に限られたことでバスの増強に見合った運賃収入が得られなかったことなどが原因で、経営は悪化する一方であった。

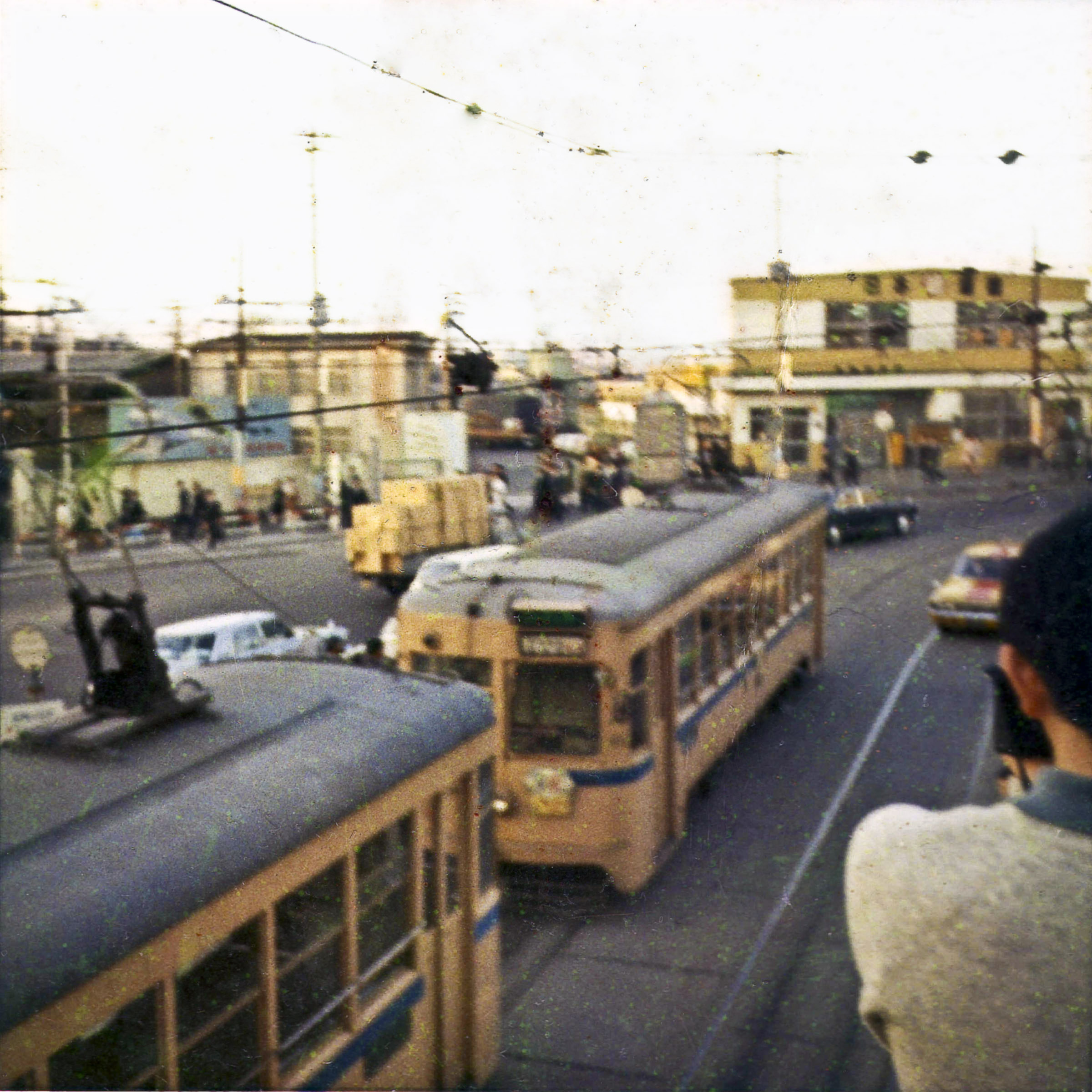
営業最終日の横浜市電。（桜木町、1972年3月31日）

「再建整備5か年計画」とモータリゼーションによる慢性的な道路渋滞で定時運行が困難になり、更に1964年（昭和39年）に根岸線が磯子駅まで延伸開業したことで並行する本牧線・杉田線の乗客が15%と大幅に減少（1億4000万円の減収）、そして横浜市の急速な郊外への都市化も重なって、1972年（昭和47年）3月31日に市電・トロリーバスが全廃された（法令上の廃止日は翌4月1日）。
なお1973年（昭和48年）8月に「地方公営交通事業の経営の健全化の促進に関する法律」が施行され、1974年（昭和49年）3月に第二次財政再建計画として15ヶ年計画が策定され、市電の債務は市営バスと市営地下鉄に引き継がれることになった。

## 沿革
- 1904年（明治37年）7月15日 - 横浜電気鉄道により神奈川 - 大江橋が開業し、横浜市内で路面電車の運行が開始される[12]。
- 1905年（明治38年）
  - 7月24日 - 第2期線の1 大江橋 - 西の橋間開通[12]。
  - 12月25日 - 住吉町線 馬車道 - 住吉町一丁目間（単線）、税関線 尾上町一丁目 - 花園橋間開通[12]。
- 1911年（明治44年）
  - 12月23日 - 羽衣町線 馬車道 - 駿河橋間開通[12]。
  - 12月26日 - 本牧線 西の橋 - 本牧原間開通[12]。
- 1912年（明治45年）4月13日 - 滝頭線 駿河橋 - 八幡橋間開通、滝頭車庫完成[12]。
- 1913年（大正2年）
  - 2月21日 - 西戸部線 戸部橋 - 日本橋間開通[12]。
  - 9月14日 - 大岡川線 駿河橋 - お三の宮間開通[12]。
- 1914年（大正3年）9月19日 - 大岡川線 お三の宮 - 弘明寺間開通[12]。
- 1916年（大正5年）10月21日 - 西戸部線 戸部橋 - 横浜駅前間開通[12]。
- 1919年（大正8年）1月15日 - 西戸部線 横浜駅前 - 花咲橋間開通[12]。
- 1921年（大正10年）4月1日 - 横浜市が横浜電気鉄道を買収。横浜市電気局が発足[12]。
- 1922年（大正11年）6月 - 3線計画に着手[7]。
- 1923年（大正12年）
  - 9月1日 - 関東大震災が発生。車両・変電所が焼失・大破する。
  - 10月2日 - 神奈川 - 馬車道(3.12km)が復旧し、一部運行再開[13]。
  - 10月26日 - 震災前の95%、19.36kmが復旧。
  - 12月 - 5か年計画の復旧計画が決定。
- 1924年（大正13年）4月1日 - 間門線 本牧 - 間門間開通[12]。
- 1925年（大正14年）
  - 4月7日 - 色付きの方向幕を採用[12]。
  - 4月20日 - 磯子線 八幡橋 - 磯子間開通[12]。
  - 11月5日 - 杉田線 磯子 - 聖天橋間開通[12]。
- 1927年（昭和2年）
  - 2月17日 - 杉田線 聖天橋 - 杉田間開通[12]。
  - 3月30日 - 花園橋線 花園橋 - 千歳橋間開通[12]。
  - 5月15日 - 西戸部線 霞町 - 初音町間移設[12]。
  - 9月16日 - 長者町線 長者町五丁目 - 車橋間開通[12]。
  - 12月20日 - 浅間町線 青木橋 - 洪福寺前間開通、浅間町車庫完成[12]。
- 1928年（昭和3年）
  - 3月3日 - 桜道下車庫再建[12]。
  - 3月14日 - 生麦車庫完成[12]。
  - 5月15日 - 久保町線 塩田 - 久保町間開通[12]。
  - 5月29日 - 長者町線 西平沼橋 - 野毛坂間開通[12]。
  - 6月1日 - 子安線 生麦 - 金港橋間開通[12]。
  - 6月16日 - 磯子線 南六ツ目 - 中村橋間開通[12]。
  - 6月21日 - 柳町線 青木橋 - 東神奈川駅西口間開通[12]。
  - 6月24日 - 税関線 住吉町一丁目 - 山下町間廃止[12]。
  - 7月6日 - 久保山線 初音町 - 阪東橋間移設[12]。
  - 7月12日 - 系統番号採用。（12系統まで）[12]
  - 8月7日 - 羽衣町線 足曳町 - 駿河橋間移設[12]。
  - 8月27日 - 車橋線 車橋 - 山元町間、久保山線 阪東橋 - 南四ツ目間開通[12]。
  - 9月5日 - 羽衣町線 馬車道 - 羽衣橋間移設、本牧線 馬車道 - 真砂町一丁目間複線化、南行廃止[12]。
  - 10月15日 - 桜道下車庫を麦田車庫に改称[12]。
  - 10月25日 - 太田町線 本町三丁目 - 尾上町間開通[12]。
  - 11月7日 - 長者町線 野毛坂 - 長者町五丁目間開通、1000形使用開始[12]。
  - 11月10日 - 市営バス開業。浅間町車庫は市電とバスの共用となる[12]。
  - 12月3日 - 本町線 桜木町駅前 - 山下町間、万国橋線 本町四丁目-万国橋間開通[12]。
  - 12月11日 - 六角橋線 東神奈川駅西口 - 東白楽間開通[12]。
  - 12月28日 - 六角橋線 東白楽 - 六角橋間（東白楽で中断あり）、日の出町線 吉野町三丁目 - 日の出町一丁目間開通[12]。
- 1929年（昭和4年）
  - 4月5日 - 久保町線 久保町 - 道上間開通[12]。
  - 6月11日 - 青木橋線 青木橋 - 青木通間開通[12]。
  - 7月10日 - 緑橋線 日の出町一丁目 - 桜木町駅前間開通[12]。
  - 11月20日 - 万国橋線 本町四丁目 - 万国橋間廃止[12]。
- 1930年（昭和5年）
  - 6月25日 - 平沼線 浅間下 - 高島町間開通[12]。
  - 10月1日 - 浅間町線 洪福寺前 - 浜松町間開通[12]。
  - 11月1日 - 六角橋線 東白楽の中断解消[12]。
  - 12月28日 - 保土ヶ谷線 道上 - 保土ヶ谷駅間開通[12]。
- 1931年（昭和6年）4月1日 - ダブルポールをシングルポールに改良[12]。
- 1934年（昭和9年）6月13日 - 女性車掌登場[12]。
- 1939年（昭和14年）7月1日 - 11系統を新設[12]。
- 1940年（昭和15年）8月1日 - 急行運転を開始。電気の節約のため、加減速が多い各駅停車を取りやめ。以降、急行の運転時間を徐々に拡大。
- 1943年（昭和18年）10月 - 市電の車掌は全て女性車掌となる[12]。
- 1944年（昭和19年）
  - 2月1日 - 各駅停車を休止し、以降は終日急行運転になる。
  - 8月10日 - 鶴見線 生麦 - 鶴見駅前間開通。（単線）[12]
  - 12月26日 - 鶴見線複線化[12]。
- 1945年（昭和20年）
  - 5月29日 - 横浜大空襲が発生。車両・変電所を焼失する。
  - 5月30日 - 鶴見線 生麦 - 鶴見駅前間廃止[12]。
  - 6月6日 - 横浜駅前-麦田町が復旧。
  - 7月1日 - 空襲前の73%、35.6kmが復旧。
- 1946年（昭和21年）6月1日 - 電気局、交通局に改称。市電乗り切り制度実施[12]。
- 1947年（昭和22年）
  - 4月1日 - 3000形（3001 - 3005）投入[12]。
  - 8月11日 - 全線が完全復旧。
  - 8月15日-8月17日 - 「市電・市バス復興祭」を開催。
  - 9月10日 - 12系統新設[12]。
- 1948年（昭和23年）
  - 10月2日 - 形式称号と車号の変更を実施。（2600形→1200形、3000形→1300形）[12]
  - 11月10日 - 中央市場線 中央市場前 - 中央市場間開通。（単線・貨物線）[12]
  - 12月 - ポールのビューゲル化が始まる[12]。
- 1949年（昭和24年）
  - 2月1日 - 13系統新設[12]。
  - 3月 - 1400形投入[12]。
- 1950年（昭和26年）5月 - 1500形投入[12]。
- 1952年（昭和27年）
  - 8月 - 1150形投入[12]。
  - 10月1日 - 地方公営企業法が施行され、交通局が地方公営企業として独立。
- 1954年（昭和29年）
  - 5月10日 - 井土ヶ谷線 保土ヶ谷駅 - 保土ヶ谷橋間開通[12]。
  - 10月30日 - 久保町-西久保町間で543号が脱線、暴走の事故発生[12]。
- 1955年（昭和30年）4月1日 - 根岸線 間門 - 八幡橋間開通[12]。
- 1956年（昭和31年）4月1日 - 井土ヶ谷線（保土ケ谷橋 - 通町一丁目間）の開通で最盛期を迎える[13][12]。
- 1957年（昭和32年）4月1日 - 16、18、23、26系統新設[12]。
- 1958年（昭和33年）1月 - 1600形投入[12]。
- 1959年（昭和34年）
  - 7月16日 - 横浜市営トロリーバス 三ッ沢西町 - 横浜駅西口 - 常盤園前間開業[12]。
  - 11月5日 - 23、26系統廃止[12]。
  - 12月1日 - 横浜市営トロリーバス 三ッ沢西町 - 常盤園前間開業し、循環運転となる[12]。
- 1965年（昭和40年）
  - 4月11日 - 長者町三丁目で1313号焼失の事故発生[12]。
  - 4月12日 - 16、18系統廃止[12]。
- 1966年（昭和41年）
  - 5月16日 - 初の供出車を野毛山動物園に搬出。（422号）[12]
  - 7月15日 - 都市交通審議会が、都市交通審議会答申第9号を発表。
  - 7月31日 - 生麦線（生麦 - 洲崎神社前間）、中央市場線（神奈川会館前 - 中央市場間）廃止[14]。市電撤去始まる。生麦車庫廃止、浅間町車庫再開[12]。
  - 10月11日 - 横浜市議会で、「横浜市交通事業の設置等に関する条例」（昭和41年横浜市条例第65号）が成立。横浜市営地下鉄1 - 4号線の建設を決定。
  - 10月15日 - 財政再建団体に指定される。
- 1967年（昭和42年）
  - 6月9日 - ワンマンカー完成。（1150形）[12]
  - 8月1日 - 杉田線 葦名橋 - 杉田間廃止[12]。
  - 12月18日 - ワンマン運転を開始（4・5系統より）[12]
- 1968年（昭和43年）9月1日 - 六角橋線 六角橋 - 青木通間、浅間町線 青木橋 - 浅間下間、尾張屋橋線 洪福寺前 - 浜松町間、井土ヶ谷線 保土ヶ谷橋 - 通町一丁目間、弘明寺線 吉野町三丁目 - 弘明寺間、間門線 本牧三渓園前 - 八幡橋間廃止[12]。
- 1969年（昭和44年）
  - 6月1日 - 羽衣町線 阪東橋 - 吉野町三丁目間廃止。13系統は経由地を変更[12]。
  - 7月1日 - 平沼線 高島町 - 浅間下間、浅間町線 浅間下 - 洪福寺前間、浅間町車庫廃止[12]。
  - 10月1日 - 神奈川線 洲崎神社前 - 横浜駅前間、久保山線 浜松町 - 阪東橋間廃止[12]。
- 1970年（昭和45年）
  - 7月1日 - 保土ヶ谷線 西平沼橋 - 保土ヶ谷橋間、神奈川線 高島町 - 桜木町駅前間、本牧線 桜木町駅前 - 本牧三渓園終点間、麦田車庫廃止[12]。
  - 7月10日 - 6系統と8系統にワンマン運転実施[12]。
- 1971年（昭和46年）3月21日 - 長者町線 横浜駅前 - 山元町間廃止。車掌の乗務を廃止。車内券廃止[12]。
- 1972年（昭和47年）
  - 3月30日 - 4月4日 - 野澤屋で横浜市電展開催[12]。
  - 3月31日 - 市電・トロリーバス全廃[11][15]（法令上の廃止日は翌4月1日）。日の出町線 桜木町駅前 - 吉野町三丁目間、本町線 桜木町駅前 - 日本大通県庁前間、羽衣町線 本町四丁目 - 阪東橋間、久保山線 阪東橋 - 浦舟町間、花園橋線 日本大通県庁前 - 睦橋間、磯子線 吉野町三丁目 - 葦名橋間、滝頭車庫廃止[12]。
  - 12月16日 - 横浜市営地下鉄1号線、上大岡駅-伊勢佐木長者町駅が開通[12]。
- 1973年（昭和48年）8月25日 - 横浜市電保存館が滝頭車両工場跡に開館[16]。市電の車両7両と部品、備品を保存展示。
- 1988年（昭和63年）2月 - 麦田車庫跡地の碑を建立[12]。

## 路線

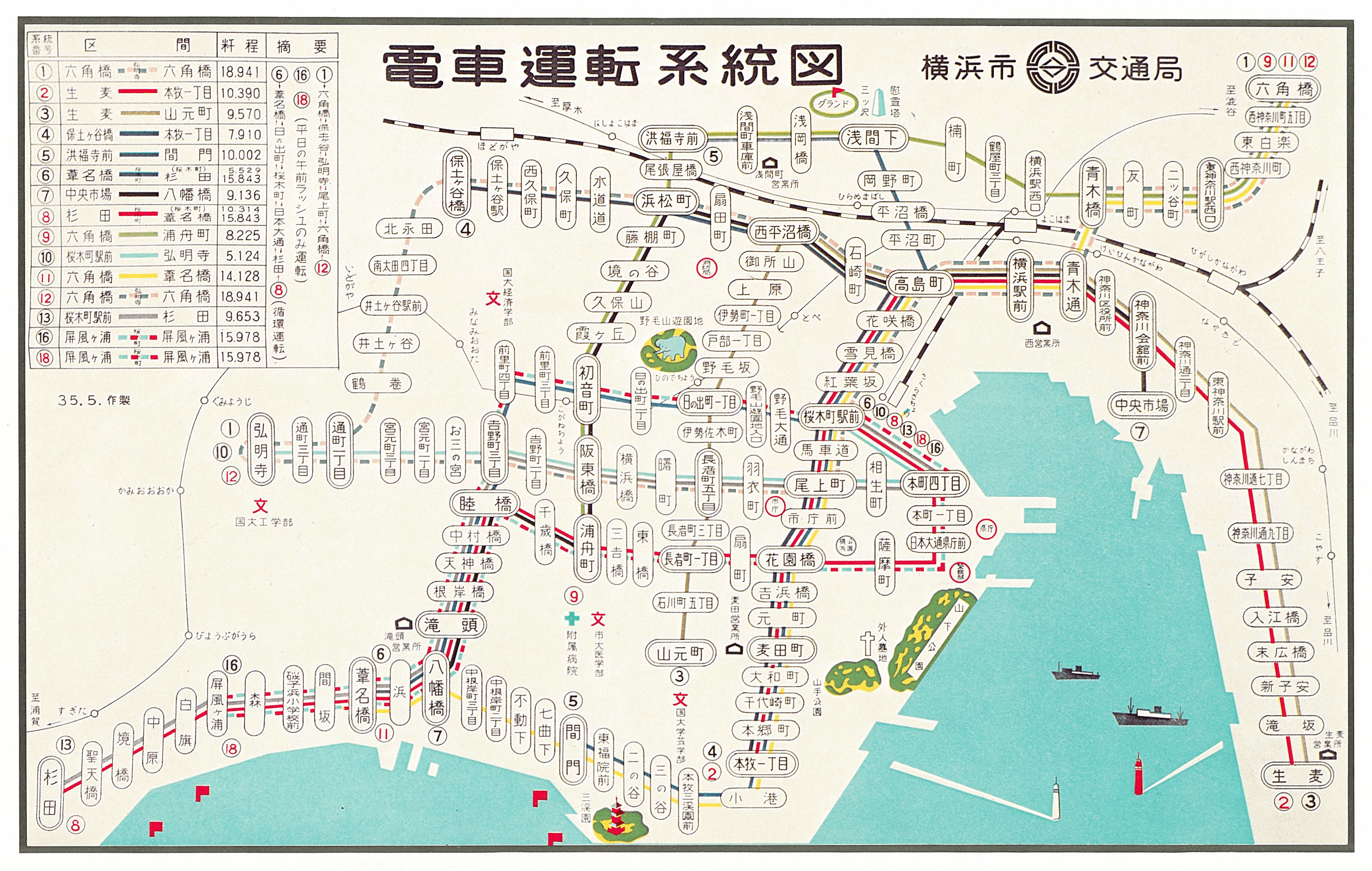
昭和35年5月作成の電車運転系統図

### 最盛期の路線
- 生麦線 生麦 - 新子安 - 東神奈川駅前 - 神奈川会館前 - 洲崎神社前間
1966年（昭和41年）廃止。
- 中央市場線 神奈川会館前 - 中央市場間
1966年（昭和41年）廃止。
- 神奈川線 洲崎神社前 - 青木通 - 横浜駅前 - 高島町 - 花咲橋 - 桜木町駅前間
洲崎神社前 - 横浜駅前間　1969年（昭和44年）廃止。
高島町 - 桜木町駅前間　1970年（昭和45年）廃止。
横浜駅前 - 高島町間　1971年（昭和46年）廃止。
- 本牧線 桜木町駅前 - 馬車道 - 尾上町 - 市庁前 - 花園橋（現在の横浜スタジアム前） - 元町 - 麦田町 - 本牧三溪園前 - 間門間
本牧三渓園前 - 間門間　1968年（昭和43年）廃止。
桜木町駅前 - 本牧三渓園終点間　1970年（昭和45年）廃止。
- 根岸線 間門 - 中根岸町二丁目 - 八幡橋間
のちの間門線。1968年（昭和43年）廃止。
- 本町線 桜木町駅前 - 本町四丁目 - 日本大通県庁前間
1972年（昭和47年）廃止。
- 花園橋線 日本大通県庁前 - 花園橋 - 長者町一丁目 - 浦舟町 - 睦橋間
1972年（昭和47年）廃止。
- 日の出町線 桜木町駅前 - 日の出町一丁目 - 初音町 - 前里町四丁目 - 吉野町三丁目間
1972年（昭和47年）廃止。
- 羽衣町線 本町四丁目 - 尾上町 - 長者町五丁目 - 阪東橋 - 吉野町一丁目 - 吉野町三丁目間
吉野町一丁目 - 吉野町三丁目間　1969年（昭和44年）廃止。
本町四丁目 - 吉野町一丁目間　1972年（昭和47年）廃止。
- 磯子線 吉野町三丁目 - 睦橋 - 中村橋 - 滝頭 - 八幡橋 - 葦名橋間
1972年（昭和47年）廃止。
- 杉田線 葦名橋 - 磯子 - 杉田間
1967年（昭和42年）廃止。
- 弘明寺線 吉野町三丁目 - 宮元町三丁目 - 通町一丁目 - 弘明寺間
上大岡への延伸の準備がなされていたが、延伸は実現しなかった[17]。1968年（昭和43年）廃止。
- 六角橋線 六角橋 - 東白楽 - 東神奈川駅西口 - 青木橋 - 青木通間
1968年（昭和43年）廃止。
- 浅間町線 青木橋 - 横浜駅西口（鶴屋町三丁目） - 浅間下 - 浅間町車庫前 - 洪福寺前間
青木橋 - 浅間下間　1968年（昭和43年）廃止。
浅間下 - 洪福寺前間　1969年（昭和44年）廃止。
- 尾張屋橋線 洪福寺前 - 浜松町間
1968年（昭和43年）廃止。
- 保土ケ谷線 高島町 - 西平沼橋 - 浜松町 - 水道道 - 保土ケ谷駅 - 保土ケ谷橋間
西平沼橋 - 保土ケ谷橋間　1970年（昭和45年）廃止。
高島町 - 西平沼橋間　1971年（昭和46年）廃止。
- 井土ケ谷線 保土ケ谷橋 - 井土ヶ谷駅前 - 通町一丁目間
1968年（昭和43年）廃止。
- 平沼線 高島町 - 平沼橋 - 浅間下間
1969年（昭和44年）廃止。
- 久保山線 浜松町 - 初音町 - 阪東橋 - 浦舟町間
浜松町 - 阪東橋間1969年（昭和44年）廃止。
阪東橋 - 浦舟町間1972年（昭和47年）廃止。
- 長者町線 西平沼橋 - 日の出町一丁目 - 伊勢佐木町 - 長者町五丁目 - 長者町三丁目 - 長者町一丁目 - 山元町間　1971年（昭和46年）廃止。

### 付替えられた路線
以下の路線は街路整備等に伴い、昭和初期に移設されたものである。
- 神奈川線 神奈川 - 高島町一丁目（現在の横浜アンパンマンこどもミュージアム前付近） - 花咲橋間、高島町一丁目 - 入舟町（現在の横浜ランドマークタワー前付近） - 大江橋（桜木町駅前）間
- 羽衣町線 馬車道 - 吉田橋 - 羽衣町間、足曳町（曙町） - （武蔵橋） - 日本橋 - 駿河橋（吉野町一丁目）間
- 本牧線 馬車道 - 住吉町四丁目（関内ホール前） - （入船通） - 住吉町一丁目（相生町南側）間（本牧方面への単線）
- 税関線 尾上町一丁目（現在のハマスタ入口交差点） - 住吉町一丁目 - 日本大通県庁前 - 税関前 - 大桟橋 - 山下町（日本大通県庁前東側）間
- 久保山線 霞町（霞ケ丘南側） - （栄橋）- 日本橋間
- 磯子線 駿河橋 - 千歳橋 - 中村橋間

### その他
- 万国橋線 本町四丁目 - 万国橋間
- 貨物線 千代崎町 - キリンビール工場（現在の北方小学校付近）間
- 鶴見線 生麦 - 国道駅前 - 鶴見駅前間

## 系統
- 1系統 六角橋→保土ヶ谷橋→弘明寺→尾上町→馬車道→桜木町駅前→横浜駅前→六角橋（循環運転）
- 2系統 生麦 - 横浜駅前 - 桜木町駅前 - 馬車道 - 麦田町 - 本牧一丁目
- 3系統 生麦 - 横浜駅前 - 西平沼橋 - 日の出町一丁目 - 長者町五丁目 - 山元町
- 4系統 保土ヶ谷橋 - 高島町 - 桜木町駅前 - 馬車道 - 麦田町 - 本牧一丁目
- 5系統 洪福寺 - 浅間下 - 平沼橋 - 高島町 - 桜木町駅前 - 馬車道 - 麦田町 - 間門
- 6系統 葦名橋 - 前里町四丁目 - 日の出町一丁目 - 桜木町駅前 - 8系統（循環運転）
- 7系統 中央市場 - 横浜駅前 - 浜松町 - 久保山 - 浦舟町 - 八幡橋
- 8系統 6系統 - 桜木町駅前 - 日本大通県庁前 - 浦舟町 - 葦名橋 - 杉田（循環運転）
- 9系統 六角橋 - 横浜駅西口 - 洪福寺前 - 浜松町 - 久保山 - 浦舟町
- 10系統 桜木町駅前 - 本町四丁目 - 吉野町三丁目- 弘明寺
- 11系統 六角橋 - 横浜駅前 - 桜木町駅前 - 馬車道 - 麦田町 - 間門 - 葦名橋
- 12系統 六角橋→尾上町→弘明寺→保土ヶ谷橋→六角橋（循環運転、1系統の逆ルート）
- 13系統 桜木町駅前 - 本町四丁目 - 阪東橋 - 吉野町三丁目 - 睦橋 - 杉田
  - 末期は阪東橋 - 吉野町三丁目間が地下鉄工事のため廃止され、阪東橋 - 浦舟町 - 睦橋のルートとなった。

### その他
- 16系統 屏風ヶ浦 - 葦名橋 - 日の出町一丁目 - 桜木町駅前 - 18系統（6系統の子系統、平日朝夕）
- 18系統 16系統 - 桜木町駅前 - 日本大通県庁前 - 浦舟町 - 葦名橋 - 屏風ヶ浦（8系統の子系統、平日朝夕）
- 23系統 26系統 - 桜木町駅前 - 阪東橋 - 葦名橋（13系統の子系統、日曜祝日）
- 26系統 葦名橋 - 日の出町一丁目 - 桜木町駅前 - 23系統（6系統の子系統、日曜祝日）
- 鶴見線 生麦 - 鶴見
- 補充車 車庫の出入りや臨時（系統板に「補」と書かれていた）
補充車の表示には、系統番号の代わりに「補」1文字を書いたものが主に使われたが、系統番号の下に「補」の文字の入ったものも使われた。また、麦田車庫廃止後は、山元町から滝頭車庫へ戻す3系統専用車の1300型に、「補」ではなく、「滝頭行き」と書かれた系統板が使用されていた。反対に滝頭から3系統に入る車両には「長者町1丁目行き」の系統板が使われていた。
- 臨時系統 - 日本貿易博覧会野毛山会場（野毛山公園）への輸送を行った
「出町1丁目」と「緑橋」の間に「博覧会入口」を設置し、久保山線の「霞ヶ丘」を一時的に「会場裏口」に改名。

## 車両
後述通り晩年まで機器流用車や少数派が多かった。横浜市が港町であることから、古い車両の特徴として、開業時の車両の車号がローマ数字で表示されていたこと、腰羽目に錨の縁取り模様があったこと、塗装で青色がよく用いられていたことも挙げられる。また、運営企業の資金難から、車両は中小や新興のメーカーにより製造されることがほとんどであった。
1923年の関東大震災により当時の車両の過半数が焼失したが、他社局からの車両購入のほか、300型以降の新型車両の導入により補充したうえで、さらに震災以前の旅客車両も全て置き換えた。1928年に1000型の導入により、ボギー車が横浜市電で初めて導入された。一方、市の財政難により以降は車両新造が抑制され、太平洋戦争中の車両不足の原因となった。1945年の横浜大空襲では保有車両203両中48両が被害を受けた。
戦後は輸送力不足への対応として大型車両の3000型が導入された。さらに、戦後復興に伴い、バスやタクシーとの競争力を高めるため、加減速性能や防振防音性の高い車両として1500型が導入された。その後は製造コストの安い1150型が導入された。1967年以降は、人件費削減を目的としたワンマン運転化改造工事が1100型、1150型、1500型合計47両に対して施工された。
1972年までに市電が全廃され、車両もそれまでに全廃された。以降、車両7両は横浜市電保存館で保存されている。なお、六大都市の市電で唯一、廃車が他都市に譲渡されていない。
*を付したものは保存車が現存する車種。
| 型式      | 車両数 | 車両番号                 | 製造初年 | 区分消滅年 | 備考                                                              |
| 単車      | 単車   | 単車                     | 単車     | 単車       | 単車                                                              |
| --------- | ------ | ------------------------ | -------- | ---------- | ----------------------------------------------------------------- |
| 電動客車  | 188両  | 1 - 107・111 - 191号車   | 1904年   | 1937年     | 一部は現在の都電、京王、大阪市電からの譲受車                      |
| 200型     | 24両   | 200 - 209・215 - 228号車 | 1923年   | 1947年     | 初めて形式の概念が与えられたグループ                              |
| 300型     | 61両   | 300 - 309・330 - 380号車 | 1924年   | 1952年     |                                                                   |
| 400型     | 32両   | 400 - 431号車            | 1924年   | 1966年     | 20両は300型からの改造車                                           |
| 500型*    | 60両   | 500 - 559号車            | 1928年   | 1969年     |                                                                   |
| 600型     | 15両   | 601 - 615号車            | 1947年   | 1969年     | 500型の改造車                                                     |
| 700型     | 17両   | 701 - 717号車            | 1939年   | 1967年     | 200型、300型の改造車                                              |
| 800型     | 32両   | 801 - 832号車            | 1947年   | 1965年     | 200型、300型、元成田鉄道デハ1形、デハ11形の車両の改造車           |
| ボギー車  |        |                          |          |            |                                                                   |
| 1000型*   | 20両   | 1000 - 1019号車          | 1928年   | 1970年     | 初のボギー車                                                      |
| 1100型*   | 5両    | 1100 - 1104号車          | 1936年   | 1972年     | ロマンスカーの愛称を持つ流線型車両                                |
| 1150型*   | 22両   | 1151 - 1172号車          | 1952年   | 1972年     | 10両は800型の改造車                                               |
| 1200型    | 5両    | 1201 - 1205号車          | 1942年   | 1970年     | 登場時は2600型（2601 - 2605号車）                                 |
| 1300型*   | 30両   | 1301 - 1330号車          | 1947年   | 1971年     | 登場時は3000型（3001 - 3030号車）                                 |
| 1400型    | 10両   | 1401 - 1420号車          | 1949年   | 1970年     |                                                                   |
| 1500型*   | 20両   | 1501 - 1520号車          | 1951年   | 1972年     |                                                                   |
| 1600型*   | 6両    | 1601 - 1606号車          | 1957年   | 1970年     | 800型の改造車                                                     |
| 事業用車  |        |                          |          |            |                                                                   |
| 電動貨車* | 25両   | 1 - 15・21 - 30号車      | 1911年   | 1972年     | 大半が電動客車、東京市電、300型の改造車・有蓋貨車と無蓋貨車が存在 |
| 散水車    | 6両    | 1 - 6号車                | 1911年   | 1929年     |                                                                   |

## 特徴のあった区間

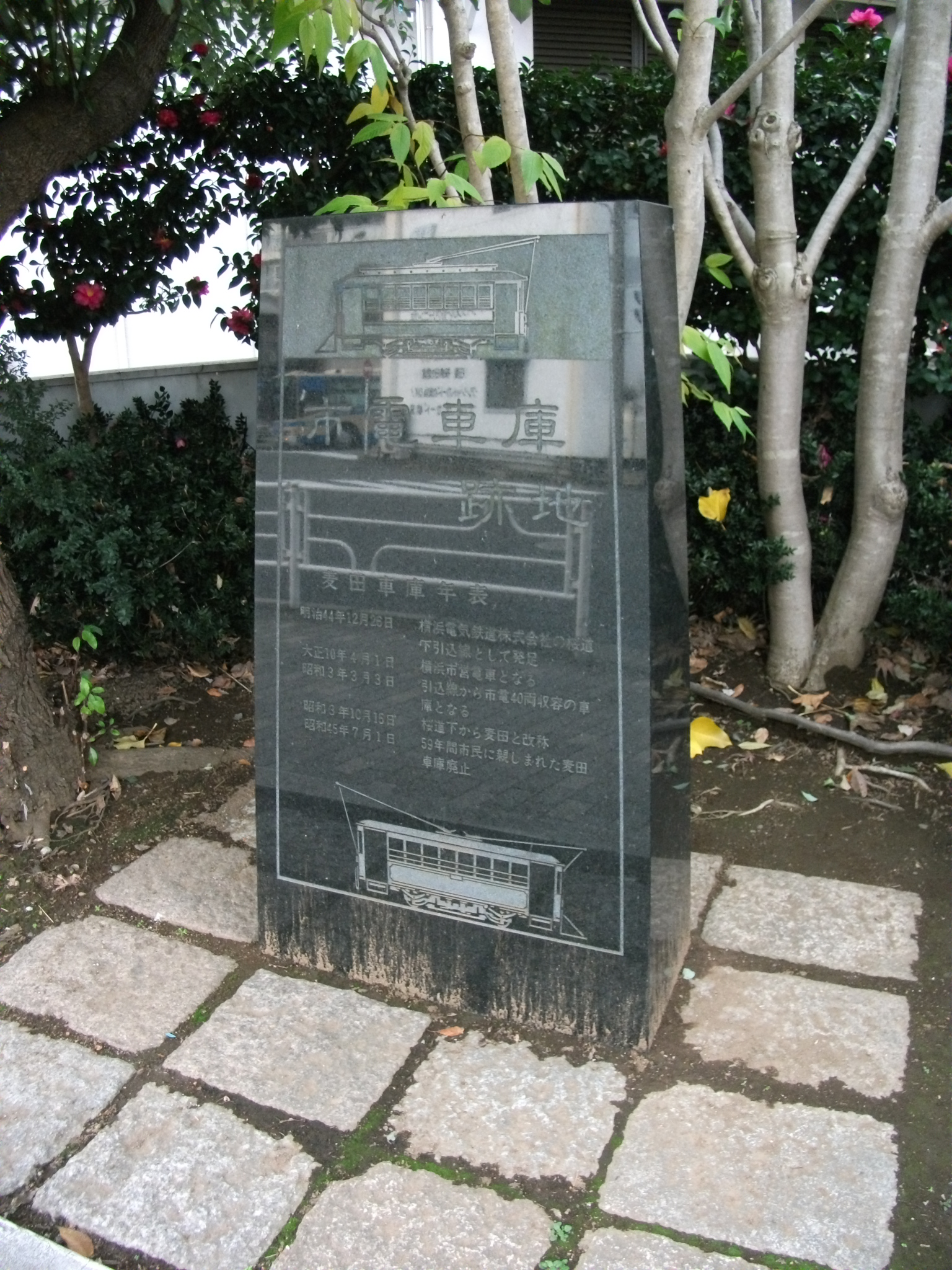
麦田町車庫跡の記念碑

- 山手隧道 - 元町 - 麦田町間。全長276m。現在は本牧通りの南行自動車専用トンネル。このトンネルが市電専用トンネルになっていたため、前後の部分をあわせ、わずかではあるが、横浜市電唯一の専用軌道区間だった[34]。
- 鶴見線 - 第一京浜国道上に敷設。1944年8月10日軍部の命で建設され、1945年10月30日進駐軍の命で埋設された短命路線。その後道路幅等の問題で運転が再開されることはなかった。なお、鶴見終点の位置は鶴見駅前でなく、現在の鶴見警察署前。
- 山元町終点[35] - 市電廃止後も、代替バス103系統の山元町バス停（横浜駅方面）にその名残を残す。石川町方面から坂を上りきると、右折して終点。廃止時には3系統専用車両になっていた1300型なら2両が余裕を持って止められるスペースが確保されていた。また、発車する市電のために、黄色の矢印が点灯する専用信号機も設置されていた。定期券発売所兼乗務員休息所と、売店があり、屋根付のベンチ（待合所）には、石川町5丁目をでると接近表示がつくようになっており、独特の雰囲気を持っていた。

## 車庫
- 生麦車庫 生麦電停前。生麦事件現場に近く、京浜急行電鉄生麦駅からは離れている。第一京浜国道（国道15号）沿い。
1928年6月1日開設。1966年8月1日廃止。現在は横浜市営バス鶴見営業所。
- 浅間町車庫 浅間町車庫前電停前。環状1号線沿い。
1927年12月20日開設。1969年に市電車庫としての使用は取りやめ。現在は横浜市営バス浅間町営業所。
- 麦田車庫 麦田町電停前[36]。本牧通り・柏葉通り麦田交差点脇。
1911年留置線完成。1928年3月3日車庫完成。1970年7月1日廃止。現在は老人福祉センター横浜市麦田清風荘とテニスコート。
- 滝頭車庫 滝頭電停前。国道16号沿い。車両工場を併設。交通局庁舎が設置されていたこともある市電の要所。
1912年4月13日開設。1972年3月31日市電全廃とともに廃止されたが、1973年8月に横浜市電保存館が設けられた。現在は市電保存館および横浜市営バス滝頭営業所。